# Conculus lyugadinus
Conculus lyugadinus är en spindelart som beskrevs av Komatsu 1940. Conculus lyugadinus ingår i släktet Conculus och familjen Anapidae. Inga underarter finns listade i Catalogue of Life.